# Joe Goldberg
Joseph "Joe" Gabriel Goldberg è il principale protagonista della serie di romanzi della scrittrice Caroline Kepnes. Sotto l'aspetto gentile, Joe è un serial killer che nutre un'immagine idealizzata di se stesso e dei propri principi; è ossessionato all'idea di trovare il "vero amore", ragion per cui perseguita le donne di cui si interessa manipolando le circostanze, eliminando qualsiasi ostacolo gli si ponga davanti e sfruttando il suo carisma per conquistare le persone. 
Il personaggio è interpretato da Penn Badgley e doppiato in italiano da David Chevalier.

## Biografia del personaggio
Joe nasce il 19 settembre 1988 da una coppia non sposata, Sandy Goldberg e Raphael Passero. Quest'ultimo era un uomo violento che abusava regolarmente di moglie e figlio, portando Joe a idealizzare la madre, che spesso tradiva Raphael con altri uomini, senza riuscire mai a lasciarlo. Quando era ancora bambino, Joe usò una pistola mostratagli in precedenza da Sandy per uccidere Raphael e impedirgli di fare ulteriormente male alla genitrice. Sebbene lei lo rassicurò sul fatto che non avesse fatto nulla di male, in seguito lasciò il dodicenne Joe in una casa famiglia dichiarandosi non in grado di occuparsi di lui. 
Nella casa famiglia, Joe venne bullizzato e si affezionò a un'infermiera vittima di un compagno abusivo, colpevolizzandosi per non essere riuscita a "salvarla" da lui. Successivamente, apprese che Sandy aveva avuto un altro figlio e che, pur volendogli bene, non voleva avere più contatti con Joe, in quanto con lui non sarebbe riuscita a voltare pagina dai traumi subiti.
In seguito, Joe venne adottato da Ivan Mooney, una guardia carceraria sovietica in pensione. Gli impartì il valore della lettura e dei libri, ma esercitò su di lui anche severe punizioni fisiche per "disciplinarlo", tra cui chiuderlo occasionalmente in una gabbia di plexiglas in cantina. Quando morì, Mooney lasciò a Joe la gestione della sua libreria.
A un certo punto, Joe ebbe una relazione con Candace Stone, un'aspirante musicista, che lo tradì con un produttore discografico nel tentativo di ottenere un contratto. Joe, quando lo scoprì, uccise l'uomo; in seguito, quando Candace cercò di rompere con lui, Joe la rapì e portò in un bosco, dove la colpì in testa con una pietra e la seppellì.

### Prima stagione
Joe si interessa a una cliente della sua libreria, Guinevere Beck, un'aspirante scrittrice e studentessa universitaria. Comincia a stalkerare lei e le sue conoscenze con la scusa di volerla "conoscere" prima di cercare di conquistarla, affinché "ne valga la pena". Frattanto, Joe si preoccupa per la vita familiare violenta dei suoi vicini, in quanto il suo giovane amico Paco e sua madre, Claudia, sono vittime delle violenze di Ron, il compagno di Claudia.
Un giorno, mentre sta seguendo Beck, Joe la salva dopo che è caduta sui binari della metropolitana e sfrutta l'occasione per rubarle il telefono di nascosto, così da seguire tutti i suoi movimenti sui social grazie al cloud sincronizzato. Ritiene che gran parte delle amicizie di Beck siano degli approfittatori e degli ostacoli alla sua eventuale relazione con la donna; in particolare, rapisce Benji Ashby, il ricco e viziato fidanzato di Beck, chiudendolo nella gabbia in cantina e uccidendolo somministrandogli delle arachidi, a cui è allergico. Si sbarazza poi del suo corpo bruciandolo in un bosco.
Joe inizia a frequentarsi con Beck e viene presentato ai suoi facoltosi amici. Peach, la migliore amica di Beck nei confronti della quale ha un atteggiamento controllante e possessivo, sospetta delle intenzioni di Joe, prende in giro il suo lavoro e ostacola la loro relazione. Joe cerca di sbarazzarsi di lei tendendole un agguato mentre fa jogging, ma Peach sopravvive, pur non riconoscendo il suo aggressore. In seguito, Peach invita Beck e Joe a un ritiro a Greenwich, durante il quale Joe riesce a ucciderla e a far passare la sua morte per un suicidio.
Affranta dalla perdita dei suoi cari, Beck va in terapia dal dottor Nicky. Joe sospetta del loro rapporto, ragion per cui inizia a sua volta ad andare dal terapista sotto falsa identità. Progetta di uccidere Nicky, ma decide di dare spazio a Beck dopo aver ascoltato la registrazione di una sua seduta. Inizia a frequentare Karen, un'amica di Claudia, ma rompe con lei quando Beck lo va a cercare per proporgli di ricominciare ad avere una relazione.
Beck ammette di essere andata a letto con il dottor Nicky e si scusa con Joe, ma comincia a sospettare di lui per alcuni comportamenti strani. La donna scopre diversi oggetti che dimostrano che Joe ha ucciso i suoi amici e l'ha perseguitata, ma viene colta sul fatto da lui, che la rapisce e rinchiude nella gabbia sotto la libreria.
Si crea una situazione di stallo, durante la quale Beck sembra empatizzare con Joe e, per convincerlo, scrive un libro sulla sua situazione, nella quale incolpa il dottor Nicky degli omicidi dei suoi amici. Nel frattempo, Claudia è costretta a rimettersi con Ron, il quale, essendo un poliziotto, minaccia di farle togliere la custodia di Paco. Dopo che Ron ha mandato Claudia in ospedale a causa di violenti percosse, Joe uccide l'uomo e ne occulta il corpo con Paco, che esprime la sua gratitudine. Joe cerca di convincere Beck di aver commesso tutti i suoi delitti per garantire la sua sicurezza e ciò fa capire alla donna che Joe non era l'uomo che le aveva fatto credere di essere. Finge di ricambiare i suoi sentimenti per convincerlo a liberarla, poi lo chiude nella gabbia e gli rinfaccia che è una persona malata che abusa del suo potere sulle persone. Joe riesce a uscire e strangola Beck prima che possa scappare, essendosi reso conto che non lo amerà mai; fa pubblicare il suo libro e incastra Nicky per l'omicidio di Beck.

### Seconda stagione
Joe resta sconvolto quando riceve una visita di Candace, che gli rivela di essere sopravvissuta al suo tentativo di omicidio ma di essere stata costretta a rifarsi una vita per nascondersi da lui, in quanto la polizia non aveva abbastanza prove per incriminarlo. Candace ha intuito che Joe è il vero responsabile della morte di Beck e minaccia di smascherarlo. Joe decide di scappare a Los Angeles, affidandosi all'hacker Will per creargli una nuova identità. Quando Will non ci riesce, Joe lo rapisce e imprigiona in un'altra gabbia in plexiglass per impossessarsi del suo nome. Si assicura un appartamento e fa amicizia delle sue vicine e proprietarie di casa, Delilah e la sorella minore Ellie. Joe incontra Calvin, il direttore di un negozio di alimentari alla moda, facendosi assumere come commesso della caffetteria. Fa la conoscenza con Love Quinn, una giovane vedova che lavora nella cucina, e suo fratello tossicodipendente Forty. Love si interessa a Joe e cerca di fargli delle avances; lui inizialmente non sembra interessato, ma poi si scopre che ha manipolato le circostanze per incontrare appositamente Love.
Jasper Krenn, un cliente di Will, crede che Joe sia Will, quindi gli amputa una falange e tiene il pezzo di dito, affermando che glielo restituirà affinché possa riattaccarselo solo quando avrà recuperato del denaro per lui. Joe è costretto ad annullare una cena con Love, poi uccide Jasper e si sbarazza del corpo, riattaccandosi il polpastrello. Love affronta Joe sulle bugie che le ha detto e i due decidono di rimanere amici. Per distrarsi dalla sua crescente attrazione pe Love, Joe fa amicizia con Forty, nonostante il suo comportamento irregolare. Joe e Love iniziano una relazione sessuale, messa in difficoltà dalla dipendenza emotiva di Forty.  Delilah racconta a Joe di essere stata drogata e stuprata da adolescente da Henderson, un noto comico.
Joe scopre che Ellie ha degli incontri con Henderson e promette di proteggerla. Facendosi aiutare da Forty e Will, Joe scopre che Henderson ha una stanza segreta nella sua casa, in cui conserva foto di donne prive di sensi. Henderson droga la bevanda di Ellie in un momento in cui sono soli in casa, ma Joe interviene e imprigiona e tortura Henderson nel tentativo di estorcergli la confessione dei suoi crimini, per poi ucciderlo quando cerca di scappare. Will promette di andarsene all'estero e di non denunciare Joe, al che lui accetta di liberarlo.
Candace rintraccia Joe e, sotto falsa identità, inizia a frequentare Forty. Love, Joe, Forty e Candace partecipano a un ritiro benessere con la famiglia dei fratelli; Forty e Joe si confidano riguardo agli abusi subiti durante l'infanzia dai loro parenti. Joe e Love si avvicinano, ma Candace gli rivela di aver convinto Forty a scrivere una sceneggiatura basata sul romanzo di Beck, così da far emergere la verità.
Love ingaggia un investigatore privato per seguire Candace, essendosi insospettita sul suo comportamento. Joe va nell'appartamento di Candace per ucciderla, ma lei è andata da Love per avvertirla del passato di Joe. Quando Joe ritorna, Love lo interroga al riguardo; lui le dice di essere scappato da New York perché perseguitato da Candace, nonostante ciò lui e Love si lasciano.
Joe e Delilah hanno una breve frequentazione, mentre Love inizia una relazione con Milo, il miglior amico del suo defunto marito. Joe e Delilah vengono arrestati per condotta oscena in pubblico, ma Joe convince Forty a usare i suoi contatti per scarcerarli. Delilah, insospettita da Joe, scopre la sua prigione, ma Joe la sorprende e rinchiude lì, promettendo di liberarla prima di lasciare la città. Prima che possa fare ritorno, viene costretto da Forty ed Ellie a rimanere per ore in una stanza d'albergo per ultimare il copione del film che Forty sta preparando. Joe e Love si riconciliano e Joe accetta di rimanere a Los Angeles. Forty termina il copione deducendo correttamente che Beck sia stata in realtà uccisa dal suo ex e confessa a Joe che, in passato, ha ucciso la ragazza alla pari che lo aveva aggredito da bambino.
Joe torna al deposito, dove trova Delilah morta. Viene sorpreso da Candace, che lo chiude a chiave nella gabbia e chiama Love per dimostrarle che Joe è un pericoloso assassino. Joe accetta di dire la verità a Love per pagare le conseguenze delle sue azioni ma, inaspettatamente, Love uccide Candace per impedirle di chiamare la polizia.
Love rivela a Joe di aver manipolato a sua volta le circostanze per spingerlo a innamorarsi di lui, afferma di aver ucciso l'amante di Forty e Delilah, così che Joe non fosse costretto a scappare. Love spiega di voler incastrare Ellie per l'omicidio di Henderson e spacciare la morte di Delilah per suicidio, così da iniziare una famiglia con Joe e Forty. Allarmato dalle macchinazioni di Love, Joe cerca di ucciderla ma si ferma quando le rivela di essere incinta di lui. Forty va a parlare con il dottor Nicky, recluso in un penitenziario, e scopre che è stato Joe a uccidere Beck. Ne parla con Love per allontanarla da lui e, nello scoprire che a Love non importa, l'accusa di essere pazza. Cerca di uccidere Joe, ma viene a sua volta ucciso da Fincher, un amico di Delilah che fraintende la situazione. Love usa il potere della sua famiglia per ripulire la fedina penale di Joe e incastra il fratello defunto per l'omicidio di Henderson. Joe informa Ellie della morte di Delilah e la manda via affinché possa rifarsi una vita; si trasferisce a vivere con Love in una casa in periferia, ma inizia subito a interessarsi  a un'avvenente vicina.

### Terza stagione
Love dà alla luce un bambino, Henry, ma Joe torna a ossessionarsi della sua nuova vicina, Natalie Engler, una donna sposata ma separata. Natalie cerca di sedurlo, ma Joe si oppone perché non vuole tradire Love. Quest'ultima si rende conto che Joe è infatuato di Natalie, quindi uccide impulsivamente la donna e si fa aiutare da Joe a insabbiare l'accaduto. Le autorità credono che Natalie sia scappata, ma il marito vedovo non ci crede e inizia a indagare su amici e vicini.
Henry rischia di morire a causa del morbillo che ha contratto a causa dei Brigham, loro vicini no-vax. Quando Love lo scopre, colpisce Gil Brigham in un impeto d'ira e lei e Joe devono imprigionarlo per impedirgli di denunciarli. La coppia ottiene le prove che il figlio di Gil ha aggredito sessualmente una compagna di scuola e cercano di ricattarlo per rilasciarlo senza che vada dalla polizia. Tuttavia, per il senso di colpa, l'uomo si suicida, e Joe e Natalia lo incastrano per l'omicidio di Natalie facendo credere che avesse una relazione con lei.
Love, sentendosi ignorata da Joe, inizia una relazione con Theo, il figliastro di Natalie, ma la interrompe per cercare di far funzionare le cose con il marito. Joe inizia a interessarsi alla bibliotecaria Marienne Bellamy, una tossicodipendente in via di guarigione impegnata con una battaglia legale per l'affidamento della figlia Juliette con il violento ex marito, Ryan Goodwin. Joe tenta di sabotare Ryan e arriva a ucciderlo. Inizia poi una relazione con Marienne dicendole che è in procinto di divorziare con la moglie. Quando Love lo scopre progetta di assassinarla, ma cambia idea quando scopre che ha una figlia; le rivela quindi i crimini dell'uomo e la convince a scappare con Juliette. Poi cerca di uccidere Joe, ma lui riesce ad avvelenarla con dell'aconito, finge la sua morte, affida Henry a una coppia di vicini e scappa in Francia sotto falso nome per seguire Marienne.

### Quarta stagione
Joe si trasferisce a Londra sotto lo pseudonimo di Nick Jones nel tentativo di seguire Marienne, che lo respinge. Joe viene avvicinato da un sicario della famiglia Quinn, che decide di risparmiarlo e fornirgli una falsa identità in cambio d denaro; Joe, ora noto come Jonathan Moore, usa le sue false credenziali per diventare professore universitario di inglese. Si interessa a Kate Galvin, una gallerista d'arte fidanzata con il suo collega e vicino Malcolm Harding. Dopo che Joe salva Kate da una rapina, per ringraziarlo Malcolm lo invita a una festa, dove Joe incontra l'aspirante politico Rhys Montrose, l'artista Simon Soo e gli aristocratici Roald Walker-Burton, Gemma Graham-Greene e Lady Phoebe Borehall-Blaxworth. Durante la notte, Joe perde i sensi e si risveglia a casa con il cadavere di Malcolm, che è stato pugnalato a morte sul tavolo della cucina. Joe si sbarazza del corpo e riceve dei messaggi dal vero killer che lo ringrazia per l'aiuto. Joe intuisce che l'assassino appartenga alla cerchia sociale di Kate e Malcolm e decide di indagare.
Joe comincia a sospettare che il colpevole possa essere Simon, ma anche lui viene ucciso durante una mostra d'arte. Lo stalker misterioso di Joe gli fa capire di aver scoperto i crimini che ha commesso in passato, minacciando di smascherarlo. L'omicida, ricercato dalla polizia, viene soprannominato "killer mangia ricchi"; Joe si mette a seguire Kate, temendo possa essere la prossima vittima, e inizia una relazione con lei. Vic, la guardia del corpo di Joe, trova su di lui l'anello di Malcolm, quindi Joe lo uccide per impedirgli di denunciarlo.
Phoebe invita Joe nella sua casa di campagna nell'Hampshire per un raduno con gli amici, dove cerca senza successo di sedurlo. Joe scopre che è stato Roald a volere la sua presenza lì e che è ossessionato da Kate. Pensando che sia l'assassino, ha uno scontro con lui e viene spinto fuori dalla finestra. Dopo un altro blackout mentale, Joe trova Kate sul cadavere di Gemma; lei si proclama innocente e si fa aiutare da lui a nascondere il corpo.  Joe confessa a Kate che qualcuno sta cercando di incastrarlo per gli omicidi e che probabilmente sta facendo lo stesso con lei. Roald accusa Joe davanti agli altri di essere il killer e lo insegue con un fucile per ucciderlo nell'indifferenza generale; Joe riesce a metterlo fuori combattimento, ma vengono entrambi catturati da Rhys, che li porta in una cripta e cerca di convincere Joe a uccidere Roald. Joe si rifiuta e Rhys dà fuoco alla cripta, ma i due riescono a fuggire grazie a Kate. Joe scopre che Rhys si è candidato a sindaco e promette di ucciderlo.
Rhys spiega a Joe di aver commesso gli omicidi per non avere ostacoli alla sua carriera politica e ordina a Joe di trovare qualcuno da incastrare al suo posto; Joe fa arrestare Dawn Brown, una donna ossessionata da Phoebe che aveva cercato di rapirla. Rhys ordina poi a Joe di uccidere Tom Lockwood, il miliardario padre di Kate. Joe si incontra con Tom, il quale gli rivela di conoscere i suoi trascorsi criminali e promette di garantirgli la massima sicurezza se, in cambio, incastrerà Rhys. Joe cerca di registrare una conversazione con Rhys, ma lui gli rivela di aver rapito Marienne e che la ucciderà se, entro ventiquattrore, Joe non avrà eliminato Tom. Quest'ultimo intuisce le intenzioni di Joe e gli fornisce l'indirizzo di Rhys affinché lo uccida, minacciando altrimenti di esporre i suoi crimini pubblicamente. Joe cattura Rhys e lo tortura fino ad ucciderlo quando lui sostiene di non conoscerlo. Si scopre poi che, in realtà, Rhys è una doppia personalità di Joe stesso, mentre l'uomo ucciso lo non aveva mai incontrato. In realtà è stato Joe a rapire Marienne e a commettere gli omicidi del "killer mangia ricchi".
Joe progetta di liberare Marienne, ma quest'ultima apparentemente si suicida e Joe si sbarazza del corpo in un parco per far credere che sia morta di overdose. Joe uccide Tom e la sua guardia del corpo e progetta di suicidarsi per il senso di colpa per la morte di Marienne e per non ferire nessun altro; salta da un ponte, ma sopravvive. Dopo aver confessato a Kate alcune sue colpe e, dopo che lei lo ha accettato ugualmente, Joe decide di abbracciare il suo "lato oscuro" e di essere un assassino. Scopre che una sua studentessa, Nadia, sta indagando su di lui, quindi uccide il suo amico e la incastra per l'omicidio, minacciando di ucciderla se proverà mai a parlare. Kate usa le sue risorse per ripulire del tutto la fedina penale di Joe, così che possa tornare a usare la sua identità, e insieme si trasferiscono a New York.

### Quinta stagione
A New York, Joe si è rifatto una vita con Kate (ora CEO dell'azienda del padre), ha ottenuto nuovamente la custodia del figlio Henry ed è diventato un filantropo e libraio, avendo riaperto la sua vecchia libreria; ciò nonostante, non è pienamente soddisfatto della sua vita, dovendo reprimere le sue pulsioni omicide. Con l'approvazione indiretta di Kate, Joe uccide Bob, il mentore della donna, affinché non pubblichi un articolo che la diffami. Inizia poi a interessarsi a Bronte, una donna misteriosa che si è introdotta nella sua libreria apparentemente per cercare lavoro.
Si creano tensioni tra Joe e Kate e Reagan, sorella di Kate, in quanto Reagan è gelosa della posizione nell'azienda di Kate e sospetta di lei e Joe per l'omicidio di Bob. Joe decide di rapire Reagan a insaputa di Kate, ma per errore rinchiude nella gabbia in plexiglass sotto la sua libreria Maggie, la sorella gemella di Reagan. Mentre Joe cerca di capire come liberare Reagan senza che lo denunci, si sente sempre più alienato da Kate e inizia ad ossessionarsi a Bronte, che sembra stare avendo problemi a causa di Clayton, un suo ex. Nonostante il parere contrario di Kate, di nascosto a lei Joe riesce a catturare anche Reagan e la mette in gabbia con Maddie, ordinando a quest'ultima di uccidere la gemella. Dopo un'accesa discussione, Maddie uccide Reagan e, su ordine di Joe, finge di essere la gemella. Dopo essere stato respinto da Kate, Joe ha un rapporto sessuale con Bronte
Kate informa Joe di voler divorziare da lui, rimproverandolo per la sua continua vittimizzazione. Dopo aver visto Bronte apparentemente aggredita da Clayton, Joe uccide quest'ultimo, salvo venire filmato mentre compie il delitto da due amiche di Clayton. Si scopre che il vero nome di Bronte è Louise Flannery: era un'amica di Beck che, dopo la sua morte, aveva intuito che il vero responsabile potesse essere Joe. Lo aveva quindi rintracciato con l'aiuto di altre persone che sospettavano della verità, tra cui Clayton, che era il figlio del dottor Nicky, architettando un piano volto a smascherarlo. Dato che Bronte ha sviluppato sentimenti per Joe, la donna dice alla polizia che ha agito per legittima difesa e gli avvocati di Kate riescono a farlo uscire su cauzione. Tornato a casa, Joe scopre che Kate gli ha fatto firmare con l'inganno i documenti per affidare la custodia di Henry a lei, in quanto teme l'influenza che potrebbe avere sul figlio.
Il video di Joe che uccide Clayton diventa virale, generando dibattiti se vada considerato o meno un omicida con l'emergere dei punti oscuri del suo passato. Per rintracciare Henry, Joe gli regala un libro con un localizzatore, scoprendo che si trova da Teddy, il fratellastro di Kate; cerca di parlare con il figlio, dando il via a uno scontro fisico con Teddy finché non viene scortato via dalle guardie del corpo. Per cercare di ripulire la propria immagine, Joe minaccia Maddie per farsi aiutare con un'intervista in diretta, durante la quale sostiene di aver sempre agito "per amore". Ciò porta Joe a ottenere il sostegno di molti misogini online, che si accaniscono contro Bronte.
Joe salva Bronte da un tentativo di aggressione di un hater di nome Dane e decide di provare a riconciliarsi con lei; le mostra di aver rinchiuso Dane nella gabbia in plexiglass e afferma che farà tutto quello che lei vorrà. Joe scopre che Maddie ha detto la verità sulla sua identità a Harrison, il marito di Reagan; intende ucciderlo, ma Maddie convince Harrison a collaborare. Bronte decide di liberare Dane, dicendo a Joe che le basta sapere che lui vuole proteggerla e che non c'è bisogno di uccidere. Nonostante ciò, Joe uccide comunque Dane a insaputa della donna.
Joe incastra Harrison per l'omicidio di Reagan e Maddie per essere stata sua complice. Dopo aver scoperto che Kate lo ha privato di tutto, pianifica di ucciderla, ma cade in una sua trappola e viene rinchiuso nella gabbia in plexiglass. Scopre che Kate sta collaborando con Nadia e Marianne per fargli confessare i suoi crimini; rosa dal rimorso per aver aiutato Joe a scampare alle autorità, Kate decide di ucciderlo, ma Joe riesce a liberarsi, dando il via a una colluttazione durante la quale entrambi restano feriti e la libreria prende fuoco. Kate riesce a registrare di nascosto una confessione di Joe, che poi viene tratto in salvo da Bronte. Le chiede di sposarlo e lei accetta.
La confessione di Joe viene fatta trapelare alle autorità, quindi lui e Kate devono darsi alla fuga; Joe progetta di scappare in Canada con Bronte ed Henry grazie a false identità fornite da Will Bettleheim, con cui è ancora in contatto. In attesa dei documenti, Joe e Bronte si stabiliscono in una casa vacanza. Bronte, che ha saputo da Marienne che Joe è davvero un serial killer e ha finto di assecondarlo per metterlo alle strette, lo minaccia con una pistola per sapere come ha ucciso Beck. Joe riesce a contattare Henry, ma il bambino lo rinnega perché ha scoperto che ha cercato di uccidere Kate. Joe combatte Bronte e apparentemente la uccide, subito prima dell'arrivo delle autorità, chiamate da Bronte. Quest'ultima spara ai genitali di Joe per difendersi e lui viene arrestato.
Tempo dopo, tutti i crimini di Joe gli sono stati riconosciuti e viene condannato all'ergastolo, mentre le sue vittime ottengono giustizia e i superstiti riescono ad andare avanti con la loro vita. In carcere, Joe riceve lettere di donne che lo ammirano per i suoi crimini e rifiuta di assumersi la colpa di quanto accaduto, ritenendo che il problema sia la società.

## Sviluppo del personaggio
Nel 2014, l'autrice Caroline Kepnes pubblicò il suo primo romanzo di una serie thriller, You; lo scrisse in un periodo difficile della sua vita, durante il quale ebbe molti problemi personali, tra cui la morte di suo padre per cancro. L'autrice disse che solo dopo la pubblicazione del primo libro realizzò di aver delineato Joe come un serial killer.
Sera Gamble, sceneggiatrice e co-creatrice dell'adattamento televisivo, dichiarò in un'intervista a Collider che voleva approfondire la causa principale della patologia del protagonista, che ha plasmato la sua mentalità amorale che lo porta a giustificare e razionalizzare tutti i crimini che commette. Durante la scrittura del personaggio, Gamble affermò di ritenere che ci fosse una "piccolissima percentuale di uomini" che oltrepasserebbero gli stessi limiti di Joe. Si evidenziò il voler rendere ogni scena della serie "una storia d'amore e un film horror", scegliendo quindi un attore che non risultasse "inquietante", ma piuttosto il protagonista di una commedia romantica; come punto di partenza per la serie, si utilizzò la consapevolezza che molti comportamenti dei protagonisti maschili nelle commedie romantiche possano risultare criminali nella vita reale.

### Casting
Nel giugno 2017, fu scelto per il ruolo di Joe l'attore Penn Badgley. Inizialmente Badgley era restio ad accettare il ruolo a causa della sua natura conflittuale, ma si lasciò convincere dalla sceneggiatura e dal commento sociale della serie; disse in un'intervista che venne scelto dai creatori della serie proprio per la sua riluttanza nell'interpretare il personaggio e per il suo aspetto fisico poco intimidatorio. Badgley spiegò che Joe, nella sua testa, sente di essere "l'eroe della sua storia", come probabilmente fa ogni serial killer, e lo definì "irrecuperabile".

### Accoglienza
L'interpretazione di Joe Goldberg da parte di Penn Badgley ha ricevuto il plauso della critica; la prova recitativa dell'attore e il modo in cui la serie in generale si è approcciata ai temi della violenza e dello stalking dal punto di vista di un serial killer sono stati paragonati a film e show analoghi come Dexter, Gone Girl e American Psycho. Alcuni critici hanno sottolineato che la serie offre un'affascinante e inquietante visione della mente e del profilo di uno psicopatico, che con il suo carisma da "antieroe" riesce a far simpatizzare gli spettatori con il suo distorto senso della moralità.
Alicia Lutes di IGN ha elogiato l'interpretazione di Badgley nella sua recensione della serie, evidenziando come il monologo interiore del personaggio rivelano la sua profonda insoddisfazione sotto l'aspetto affabile e affascinante. L'interpretazione di Badgley è stata lodata anche dal Daily Dot e dal New Statesman. Collider ha nominato Joe Goldberg il "miglior cattivo televisivo" del 2018.
Il personaggio ha continuato ricevere un'accoglienza positiva anche nelle stagioni successive; è stata particolarmente apprezzata la sua chimica con la co-star Victoria Pedretti e TVLine ha classificato l'accoppiata dei due personaggi al primo posto nella classifica degli interpreti della settimana.
Gamble si è detta "non sorpresa" della popolarità raggiunta da Joe da parte degli spettatori, mentre Badgley ha espresso amarezza per l'accoglienza entusiasta, paragonando la visione del personaggio a un "test di Rorschach" che molti "fallirebbero" a passare.